# وایالدوود (کالیفرنیا)
وایالدوود (به انگلیسی: Wyldewood) یک منطقهٔ مسکونی در ایالات متحده آمریکا است که در شهرستان کالاوراس، کالیفرنیا واقع شده‌است. وایالدوود ۷۰۴ متر بالاتر از سطح دریا واقع شده‌است.